# RailWorks 3: Train Simulator 2012
RailWorks 3: Train Simulator 2012 – komputerowa gra symulacyjna wyprodukowana i wydana przez RailSimulator.com. Gra jest symulatorem pociągu, wydanym 23 września 2011 jako następca RailWorks 2: Train Simulator.

## Opis gry
RailWorks 3: Train Simulator 2012 pozwala graczowi na wcielenie się w rolę maszynisty pociągu. Rozgrywka obejmuje ponad 70 scenariuszy umiejscowionych na ośmiu trasach zlokalizowanych w Wielkiej Brytanii, Stanach Zjednoczonych oraz Niemczech, z których pięć odzwierciedla rzeczywiste linie kolejowe, a trzy są fikcyjne. Dodatkowo w grze udostępniony został tor testowy, na którym rozgrywają się m.in. misje szkoleniowe. Dostępny jest także edytor map.
Do dyspozycji gracza oddanych zostało 16 lokomotyw i zespołów trakcyjnych, zarówno elektrycznych, spalinowych jak i parowych.
Wydawane są liczne dodatki do gry (ponad 110), dodające nowe trasy, scenariusze oraz pojazdy.